# Maljaz Zarkua
Maljaz Zarkua –en georgiano: მალხაზ ზარქუა– (Zugdidi, 19 de febrero de 1986) es un deportista georgiano que compite en lucha libre. Ganó dos medallas en el Campeonato Europeo de Lucha, plata en 2010 y bronce en 2012.

## Palmarés internacional
| Campeonato Europeo | Campeonato Europeo | Campeonato Europeo | Campeonato Europeo |
| Año                | Lugar              | Medalla            | Categoría          |
| ------------------ | ------------------ | ------------------ | ------------------ |
| 2010               | Bakú (Azerbaiyán)  | Medalla de plata   | 60 kg              |
| 2012               | Belgrado (Serbia)  | Medalla de bronce  | 60 kg              |